# Adam Woroniecki
Adam Klaudiusz Woroniecki (ur. 1794, zm. 1863) – ziemianin, generał wojsk rosyjskich i marszałek szlachty guberni lubelskiej. Ożenił się z Leokadią Potocką herbu Lubicz (1809-1876), z którą miał córkę Natalię Marię (1836-1904), synów Henryka (1838-1873) i Mieczysława (1848-1908).
Członek Towarzystwa Rolniczego w Królestwie Polskim w 1858 roku. Członek korespondent Galicyjskiego Towarzystwa Gospodarskiego (1857-1864).